# 傅任敢
傅任敢（1900年—1982年），原名傅举丰。教育家，中学校长。

## 人物生平
傅任敢出生于1905年。1921年，他考入长沙市明德中学。1925年秋季，他考取清华大学新设的教育心理系，是清华大学第一届大学部学生
。在清华大学学习期间，傅任敢在校内刊物上发表著作和译著多篇，并创办《认识周刊》。1926，傅任敢年参与领导三一八惨案示威游行。
大学毕业后，傅任敢在清华大学校长办公室担任秘书。1930年，他离开清华赴母校明德中学任教，并担任教务主任。1933年，傅任敢继续担任清华大学校长办公室秘书，同时兼任成府小学校长。在此期间，傅任敢出版了《大教学论》等五部重要译著。1937年夏抗日战争爆发，清华大学南迁。傅任敢被任命为清华大学保管委员会五人小组成员，留守北京，保护校产。日军攻占清华园后，傅任敢乃关停成府小学南下，赴昆明西南联大任校长室秘书。他还将成府小学结余经费通过叶企孙捐赠给吕正操以资抗日。在后方，傅任敢写作了《痛苦的经验》一文，介绍了清华园在敌占期间的境况，发表在于重庆复刊的《清华校友通讯》上。这一文章引起了强烈的反响。
1938年，在董必武的指示下，重庆清华中学被创建。傅任敢受梅贻琦之委派担任重庆清华中学校长。在重庆清华中学，傅任敢自1939至1950年，一直担任校长一职，践行了他的教育思想，继承了清华大学的传统。清华大学北平复校后，梅贻琦又托付傅任敢，利用清华大学在长沙的临时校舍，于1946年创办了长沙清华中学（为长沙第一中学所部分继承），并同时担任校长。1947年，教务主任旷璧城接任长沙清华中学校长。傅任敢在重庆、长沙两校获得了学生的拥戴，长沙清华中学的学生甚至抗议要求傅任敢留在长沙。
新中国成立后，北京市政府于1950年决定建立北京市第十一中学。时任副市长的吴晗邀请傅任敢担任校长，他欣然赴命，创建了第十一中学，并推动教育体制改革。
1954年，北京师范学院（现首都师范大学）筹建。傅任敢被任命为教育教研室主任任副教授。1955年，他加入了民主促进会。傅任敢在北京师范学院期间为教育学科的建设做出了巨大贡献。乃至1958年，他在反右扩大化运动中被错误补划成右派后，傅任敢虽遭调离教学岗位、担任历史系资料员的不公正待遇，但依然从事教学和研究工作。“文化大革命”期间，傅任敢也受到了迫害。
1979年，傅任敢的“右派”问题得以解决。1982年，傅任敢在北京逝世。傅任敢晚年曾任北京师范学院教授，民促中央文教委员会委员，致力于中国古代教育史的研究。

## 后世评价
傅任敢逝世后，先后有《傅任敢教育泽著选集》（1983）、《傅任敢纪念文集》（2011）、《真诚的教育家傅任敢纪念文集》（2013）等多部学术著作出版。首都师范大学亦有相应的学术团队专门从事傅任敢教育思想的研究。
2020年，与傅任敢相关联的首都师范大学、清华大学，长沙第一中学、长沙市明德中学、重庆清华中学、清华大学附属中学、北京市第十一中学以及清华大学附属小学联合建立了“傅任敢教育思想实践联盟”，并在北京市第十一中学校园内设立了傅任敢铜像。